# Александър Ничев
Александър Димитров Ничев е български класически филолог и преводач.

## Биография
Роден е на 11 май 1922 година в с. Медковец (днес в област Монтана). Завършва класическа гимназия във Варна през 1941 г. и специалност „Класическа филология“ в Софийския университет (СУ) през 1945 г.
През 1948 г. защитава дисертация на тема „Атическата трагедия в нормите на Аристотел“ и следващата година става асистент в Софийския университет, после доцент (1958) и професор (1963) по класическа филология. Специализира по новогръцка филология в Атина през 1965 г. Защитава следваща докторска дисертация на тема L'enigme de la catharsis tragique dans Aristote в Московския университет през 1971 г.
Ничев е декан на Факултета по класически филологии (1970 – 1972) и ръководител на катедрата по класически филологии (1970 – 1980) в СУ. Дългогодишен редактор е на Годишника на Софийския университет и редактор на сп. „Филология“ (1980 – 1988).
Като преводач Ничев има важен принос в развитието на българската култура: неговите преводи от старогръцки и латински са придружени от встъпителни студии, литературни уводи или от подробен научен коментар. Превел е „Едип цар“ и „Трагедия“ от Софокъл (1956, 1982), „Диалози“ от Лукиан (1971), „За поетическото изкуство“ от Аристотел (1975), „Прикованият Прометей“ от Есхил (1976), сборник „Антични трагедии“ (1977), сборник „Антични комедии“ (1978), „Комедии“ от Аристофан (1985), „Реторика“ от Аристотел (1986).
Александър Ничев е между отличените с Хердерова награда през 1982 г. Умира в София на 17 ноември 1988 г.